# La Flor de Lis (periódico)
La Flor de Lis fue un periódico editado en la ciudad española de Benicarló entre 1893 y, al menos, marzo de 1895.

## Descripción
Subtitulado «semanario tradicionalista», apareció el 10 de enero de 1893, bajó la inspiración de la junta local y la dirección de José Arnau Beltrán. Salía en un principio de la imprenta de Tortosa y luego en la tipografía que Juan Botella regentaba en Vinaroz en cuatro páginas de 44 por 32 centímetros. Entre sus colaboradores figuraron Joan de Vicenta, Enrique Morillá, Juan Démora y José Navarro Cabanes, que asegura haber visto números hasta el 16 de marzo de 1895. Entre sus lemas, se contaba también el de «Dios, Patria, Rey».